# Olivier Martinez
Olivier Martinez (Parigi, 12 gennaio 1966) è un attore francese.

## Carriera
Nato a Parigi, figlio di un pugile spagnolo nato nel Marocco spagnolo e di una segretaria francese, è apparso in produzioni francesi ma anche hollywoodiane come L'amore infedele - Unfaithful di Adrian Lyne. Nel 1993 ha vinto il Premio Jean Gabin e nel 1994 il Premio César per la migliore promessa maschile per la sua interpretazione in Uno, due, tre, stella! (1993), mentre nel 1997 è protagonista nel film di Juan José Bigas Luna L'immagine del desiderio (La femme de chambre du Titanic).
Dopo Unfaithful, con il quale si fa conoscere anche negli Stati Uniti, lavora nel film tv The Roman Spring of Mrs. Stone (2003) al fianco di Helen Mirren e Anne Bancroft, in S.W.A.T. - Squadra speciale anticrimine (2003) con Colin Farrell e Samuel L. Jackson e il thriller Identità violate (2004) con Angelina Jolie e Ethan Hawke. Nel 2014 ha preso parte alla terza stagione della serie tv Revenge nel ruolo di Pascal LeMarchal.

## Vita privata
Dopo aver avuto relazioni con diverse attrici e cantanti, tra cui Mira Sorvino, Kylie Minogue, Elsa Pataky, Rosie Huntington-Whiteley e Juliette Binoche, dall'ottobre 2010 ha avuto una relazione con l'attrice statunitense Halle Berry. I due si sono fidanzati nel marzo 2012 e si sono sposati il 13 luglio 2013 nel Castello di Conde in Vallery, in Francia. Il 5 ottobre 2013 sono diventati genitori di un bambino, Maceo Robert Martinez, e hanno annunciato il loro divorzio il 27 ottobre 2015.

## Filmografia parziale

### Cinema
- Uno, due, tre, stella! (Un, deux, trois, soleil!), regia di Bertrand Blier (1993)
- L'ussaro sul tetto (Le hussard sur le toit), regia di Jean-Paul Rappeneau (1995)
- L'immagine del desiderio (La femme de chambre du Titanic), regia di Bigas Luna (1997)
- Prima che sia notte (Before Night Falls), regia di Julian Schnabel (2000)
- L'amore infedele - Unfaithful (Unfaithful), regia di Adrian Lyne (2002)
- S.W.A.T. - Squadra speciale anticrimine (S.W.A.T.), regia di Clark Johnson (2003)
- Identità violate (Taking Lives), regia di D.J. Caruso (2004)
- Blood and Chocolate (Blood & Chocolate), regia di Katja von Garnier (2007)
- Dark Tide, regia di John Stockwell (2011)
- Medicus (Der Medicus), regia di Phillip stolzl (2013)
- Paolo - Apostolo di Cristo (Paul, Apostle of Christ), regia di Andrew Hyatt (2018)
- Tigri e iene (Tigres et Hyènes), regia di Jérémie Guez (2024)

### Televisione
- La primavera romana della signora Stone (The Roman Spring of Mrs. Stone), regia di Robert Allan Ackerman – film TV (2003)
- Revenge – serie TV, 6 episodi (2014)
- Texas Rising – serie TV, 5 episodi (2015)
- Marte (Mars) – serie TV, 6 episodi (2016)
- Loot - Una fortuna (Loot) – serie TV, 5 episodi (2022)

## Doppiatori italiani
- Christian Iansante in L'amore infedele - Unfaithful, Identità violate, Dark Tide, Texas Rising
- Francesco Prando in L'immagine del desiderio, Blood and Chocolate
- Marco Rasori in S.W.A.T. - Squadra speciale anticrimine
- Frédéric Lachkar in Revenge
- Massimo Lodolo in Loot - Una fortuna
- Pasquale Anselmo in Tigri e iene